# Francisco Vicente Viana Filho

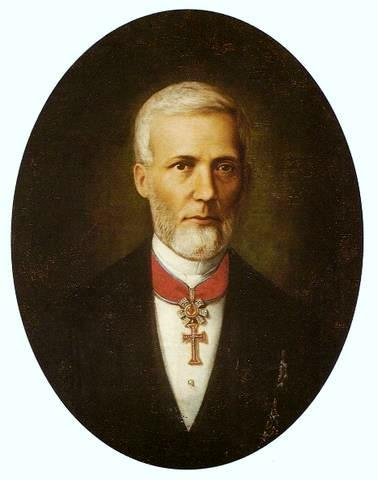
Retrato do Barão de Viana (Museu de Arte da Bahia).

Francisco Vicente Viana Filho, primeiro e único barão de Viana (Santo Amaro, 28 de setembro de 1807 — Salvador, 22 de agosto de 1873) foi um nobre brasileiro.
Filho do barão de Rio das Contas, foi secretário de seu pai no governo da Bahia, em 1824. Casou-se com Maria Rita Emiliana Pinto de Almeida.
Como contribuição ao esforço brasileiro na Guerra do Paraguai, ofereceu-se para sustentar durante toda a duração da guerra cinco soldados.
Foi agraciado barão em 8 de outubro de 1864.